# أديب شحادة
أديب شحادة (1936 - 2 يوليو 1990)، هو ممثل سوري. اسمه الحقيقي محمد ديب جباوي. بدأ العمل في التلفزيون السوري في بداية الستينيات من القرن العشرين. له العديد من الأعمال الفنية في التلفزيون والمسرح، وكان عضوًا في فرقة الفنان محمود جبر المسرحية. وكانت وفاته باكرًا نتيجة عملية جراحية لم تكلل بالنجاح. 

## أعماله

### في المسرح
- عشنا وشفنا
- ربوا واتعبوا
- حط بالخرج
- مدير بالوكالة

### في السينما
- عاريات بلا خطيئة

### في التلفزة
- وادي المسك